# Calceolaria uniflora
Calceolaria uniflora (synoniem: Calceolaria darwinii) is een laagblijvende plant die groeit in kleine, zodenachtige groepen. De bladeren staan in bladrozetten en zijn donkergroen aan de bovenzijde, lichtgroen aan de onderzijde, ovaal- tot ruitvormig en lichtgetand.
De bloemen zijn opvallend gekleurd en groot ten opzichte van de bladeren. In het verspreidingsgebied van de plant komen verschillende kleurvariaties van de bloemen voor. In het wild worden de bloemen mogelijk bestoven door vogels.
De plant komt van nature voor in Chili en Argentinië in het zuiden van Patagonië en in Vuurland. De plant wordt soms gekweekt door liefhebbers van rotsplanten.